# Johannes Galliculus
Johannes Galliculus (Alectorius, Hähnel, Hennel) (ca. 1490 à Dresde; ca. 1550 à Leipzig) est un compositeur et théoricien allemand.
On sait peu sur sa vie, il était inscrit en 1505 sous le nom de Hennel à l'Université de Leipzig où il resta probablement actif après cette date. Vers 1520, il se tourna vers la pensée de Martin Luther et se tint en relation avec le cercle du théoricien de la musique et imprimeur, Georg Rhau. C'est au sein de ce groupe qu'apparurent des compositions et des collections de musique imprimées.
Outre ses travaux théoriques, où il se prononce pour l'adaptation de la messe en latin et en faveur des exigences musicales de la Réforme, il a écrit deux messes, des motets, un Magnificat et autres compositions sacrées. Sa « Passion selon saint Marc » est une œuvre importante du début de la musique protestante allemande. Il est considéré comme le successeur de Heinrich Isaac.
De 1520 à 1525, nommé Thomaskantor (maître de chapelle) de l'église Saint-Thomas de Leipzig, il dirigea donc le Thomanerchor (le chœur de cette église).

## Œuvres
Éditions: Johannes Galliculus: Gesamtausgabe der Werke (« Édition complète de ses œuvres »), éd. A.A. Moorefield, Gesamtausgaben, viii (Brooklyn, NY, 1975–)
- Passio Domino nostri Jesu Christi, 4vv, 1538
- Mass Christ ist erstanden 4vv, 1539
- Aliud officium Paschale, 4vv, 1539
- Proprium mass for Christmas, 4vv, 1545
- Magnificat quarti toni, 4vv,
- Magnificat quinti toni, 4vv
- Magnificat septimi toni, 4vv

- Motets, 4vv: 
  - Ave vivens, hostie
  - Cavete a scribis
  - Christus resurgens
  - Duo homines ascenderunt
  - Immunem semper
  - In cathedra Moysi
  - In natali
  - Non ex operibus
  - Venite post me

- Psaume. Quare fremuerunt gentes, 4vv

### Œuvres non certifiées
- Enlive psallant;
- Joseph, lieber Joseph, mein

### Écrits théoriques
- Isagoge de compositione cantus

## Sources
- Victor H. Mattfeld article dans : Grove Dictionary of Music and Musicians.
- Heinz von Loesch article dans : Die Musik in Geschichte und Gegenwart.
- Article en ligne sur www.bach-cantatas.com
- A.A. Moorefield: An Introduction to Johannes Galliculus (Brooklyn, 1969)
- Günther Massenkeil: Johannes Galliculus. dans : Neue Deutsche Biographie (NDB). Vol 6, Duncker & Humblot, Berlin 1964, S. 50 f.
- (de) Arrey von Dommer, « Alectorius, Johannes », dans Allgemeine Deutsche Biographie (ADB), vol. 1, Leipzig, Duncker & Humblot, 1875, p. 332
- Heinz von Loesch: Artikel Johannes Galliculus. Dans : Die Musik in Geschichte und Gegenwart. 2. neubearbeitete Ausgabe. Personenteil, Bd. 4. Bärenreiter, Kassel, Sp. 1293−1295.